# 藤塚 (名古屋市)
藤塚（ふじづか）は、愛知県名古屋市緑区の町名。現行行政地名は藤塚一丁目から藤塚三丁目。住居表示未実施。

## 地理
名古屋市緑区の北東部に位置し、東に白土、西に兵庫、北に神の倉と赤松、南に豊明市と愛知郡東郷町と接する。

### 河川
- 扇川

## 歴史

### 町名の由来
鳴海町の小字名「藤塚」による。古くは「富士塚」と表記されることもあり、富士山に似た塚があったことに由来すると言われる。この塚については、古墳であったとの説があるほか、桶狭間の戦いの戦没者の墓であるとの説もある。

### 沿革
2006年（平成18年）11月18日 - 鳴海町字大池下・白土・藤塚の一部より藤塚二丁目が、鳴海町字藤塚の一部より藤塚三丁目がそれぞれ成立。

## 世帯数と人口
2019年（平成31年）3月1日現在の世帯数と人口は以下の通りである。
| 丁目       | 世帯数    | 人口    |
| ---------- | --------- | ------- |
| 藤塚一丁目 | 368世帯   | 960人   |
| 藤塚二丁目 | 262世帯   | 710人   |
| 藤塚三丁目 | 523世帯   | 1,458人 |
| 計         | 1,153世帯 | 3,128人 |

### 人口の変遷
国勢調査による人口の推移
| 1995年（平成7年）  | 1,248人 | [ 8 ]  |  |
| 2000年（平成12年） | 1,559人 | [ 9 ]  |  |
| 2005年（平成17年） | 1,977人 | [ 10 ] |  |
| 2010年（平成22年） | 3,242人 | [ 11 ] |  |
| 2015年（平成27年） | 3,173人 | [ 12 ] |  |

## 学区
市立小・中学校に通う場合、学校等は以下の通りとなる。また、公立高等学校に通う場合の学区は以下の通りとなる。
| 丁目       | 番・番地等 | 小学校                 | 中学校                 | 高等学校 |
| ---------- | ---------- | ---------------------- | ---------------------- | -------- |
| 藤塚一丁目 | 全域       | 名古屋市立熊の前小学校 | 名古屋市立神の倉中学校 | 尾張学区 |
| 藤塚二丁目 | 全域       | 名古屋市立熊の前小学校 | 名古屋市立神の倉中学校 | 尾張学区 |
| 藤塚三丁目 | 全域       | 名古屋市立熊の前小学校 | 名古屋市立神の倉中学校 | 尾張学区 |

## 交通
- 愛知県道36号諸輪名古屋線
- 愛知県道236号春木沓掛線

## 施設
- ドラッグスギヤマ 神の倉店
- スギ薬局 白土店

## その他

### 日本郵便
- 郵便番号 : 458-0813[3]（集配局：緑郵便局[15]）。